# Elecciones provinciales del Neuquén de 2003
El 28 de septiembre de 2003 se realizaron elecciones para elegir Gobernador, vicegobernador y 35  diputados provinciales.
El resultado estableció que Jorge Sobisch (56%) fuera reelegido gobernador de la provincia como candidato del Movimiento Popular Neuquino.

## Resultados

### Gobernador y Vicegobernador
| Fórmula               | Fórmula               | Partido                   | Partido                                    | Partido                                    | Votos   | %     |
| Gobernador            | Vicegobernador        | Partido                   | Partido                                    | Partido                                    | Votos   | %     |
| --------------------- | --------------------- | ------------------------- | ------------------------------------------ | ------------------------------------------ | ------- | ----- |
| Jorge Sobisch         | Federico Brollo       |                           |                                            | Movimiento Popular Neuquino                | 92.188  | 41,63 |
| Jorge Sobisch         | Federico Brollo       |                           | Apertura Popular de Neuquén                | 18.007                                     | 8,13    |       |
| Jorge Sobisch         | Federico Brollo       |                           | Opción Federal                             | 13.976                                     | 6,31    |       |
| Jorge Sobisch         | Federico Brollo       | Total Sobisch - Brollo    | Total Sobisch - Brollo                     | Total Sobisch - Brollo                     | 124.171 | 56,07 |
| Aldo Duzdevich        | Ramón Rioseco         |                           |                                            | Partido Justicialista                      | 27.019  | 12,20 |
| Aldo Duzdevich        | Ramón Rioseco         |                           | Frente y la Participación Neuquina         | 9.271                                      | 4,19    |       |
| Aldo Duzdevich        | Ramón Rioseco         |                           | Movimiento de Integración y Desarrollo     | 7.813                                      | 3,53    |       |
| Aldo Duzdevich        | Ramón Rioseco         | Total Duzdevich - Rioseco | Total Duzdevich - Rioseco                  | Total Duzdevich - Rioseco                  | 44.103  | 19,92 |
| Carlos Moraña         | Héctor Villar         |                           | ARI-Encuentro Neuquino                     | ARI-Encuentro Neuquino                     | 15.338  | 6,93  |
| Jorge Taylor          | Alberto Etcheverry    |                           | Recrear para el Crecimiento                | Recrear para el Crecimiento                | 10.007  | 4,52  |
| Jesús Escobar         | Aba Baqué             |                           | Corriente Patria Libre                     | Corriente Patria Libre                     | 6.820   | 3,08  |
| Hugo Prieto           | Néstor Burgos         |                           | Unión Cívica Radical                       | Unión Cívica Radical                       | 6.549   | 2,96  |
| Rodolfo Canini        | Enrique Schaljo       |                           | Movimiento para la Unidad de los Neuquinos | Movimiento para la Unidad de los Neuquinos | 6.244   | 2,82  |
| Jorge Mora            | Eduardo Olmedo        |                           |                                            | Izquierda Unida (MST - PCA)                | 2.613   | 1,18  |
| Jorge Mora            | Eduardo Olmedo        |                           | Partido del Obrero                         | 2.082                                      | 0,94    |       |
| Jorge Mora            | Eduardo Olmedo        | Total Mora - Olmedo       | Total Mora - Olmedo                        | Total Mora - Olmedo                        | 4.695   | 2,12  |
| Héctor Muñoz          | Susana García         |                           | Partido Humanista - Ecologista             | Partido Humanista - Ecologista             | 2.023   | 0,91  |
| Juan Billiet          | Alicia Frañol         |                           | Partido de los Trabajadores Socialistas    | Partido de los Trabajadores Socialistas    | 1.503   | 0,68  |
| Votos positivos       | Votos positivos       | Votos positivos           | Votos positivos                            | Votos positivos                            | 221.453 | 88,21 |
| Votos en blanco       | Votos en blanco       | Votos en blanco           | Votos en blanco                            | Votos en blanco                            | 25.127  | 10,01 |
| Votos nulos           | Votos nulos           | Votos nulos               | Votos nulos                                | Votos nulos                                | 4.459   | 1,78  |
| Participación         | Participación         | Participación             | Participación                              | Participación                              | 251.039 | 77,94 |
| Electores registrados | Electores registrados | Electores registrados     | Electores registrados                      | Electores registrados                      | 322.109 | 100   |
| Fuente:               |                       |                           |                                            |                                            |         |       |

### Legislatura
| Partido               | Partido                                    | Votos   | %     | Bancas | Electos |
| --------------------- | ------------------------------------------ | ------- | ----- | ------ | --- |
|                       | Movimiento Popular Neuquino                | 87.218  | 40,77 | 17/35  | Ver electos: - Oscar Alejandro Gutiérrez - Manuel María Ramón Gschwind - Gemma Alicia Castoldi - Rubén Enrique Campos - Francisco Mirco Suste - Cristina Adriana Storioni - Sergio Antonio Farías - Carlos Alberto Irízar - Irma Amanda Vargas - Constantino Mesplatere - Rodolfo Gustavo Kaiser - María Cristina Garrido - Jorge Attilio Espinosa - Daniel Alberto Muñoz - Silvana Raquel Maestra - Osvaldo Omar Molina - Bernardo del Rosario Vega |
|                       | Partido Justicialista                      | 24.838  | 11,61 | 5/35   | Ver electos: - Gabriel "Tom" Romero - Ariel Gustavo Kogan - María Adela Conde - Jorge Eduardo Conte - Enzo Gallia |
|                       | Apertura Popular de Neuquén                | 16.852  | 7,88  | 3/35   | Ver electos: - Carlos Alberto Macchi - Carlos Enrique Sánchez - Herminda Acuña |
|                       | ARI-Encuentro Neuquino                     | 16.036  | 7,50  | 3/35   | Ver electos: - Carlos Alberto Moraña - Raúl Esteban Radonich - Beatriz Isabel Kreitman |
|                       | Opción Federal                             | 13.465  | 6,29  | 2/35   | Ver electos: - Horacio Alejandro Rachid - Olga Beatriz Saldías |
|                       | Frente y la Participación Neuquina         | 9.601   | 4,49  | 1/35   | - Pablo Fernando Tomasini |
|                       | Recrear para el Crecimiento                | 9.560   | 4,47  | 1/35   | - Eduardo Domingo Mestre |
|                       | Movimiento de Integración y Desarrollo     | 7.484   | 3,50  | 1/35   | - Ricardo Alberto Rojas |
|                       | Unión Cívica Radical                       | 7.036   | 3,29  | 1/35   | - Marcelo Alejandro Inaudi |
|                       | Corriente Patria Libre                     | 6.890   | 3,22  | 1/35   | - Jesús Escobar |
|                       | Movimiento para la Unidad de los Neuquinos | 5.836   | 2,73  |        | |
|                       | Izquierda Unida (MST - PCA)                | 3.050   | 1,43  |        | |
|                       | Partido del Obrero                         | 2.201   | 1,03  |        | |
|                       | Partido Humanista - Ecologista             | 2.188   | 1,02  |        | |
|                       | Partido de los Trabajadores Socialistas    | 1.674   | 0,78  |        | |
| Votos positivos       | Votos positivos                            | 213.929 | 85,22 |        | |
| Votos en blanco       | Votos en blanco                            | 32.379  | 12,90 |        | |
| Votos nulos           | Votos nulos                                | 4.731   | 1,88  |        | |
| Participación         | Participación                              | 251.039 | 77,94 |        | |
| Electores registrados | Electores registrados                      | 322.109 | 100   |        | |
| Fuente:               |                                            |         |       |        | |